# Hermanniella subnigra
Hermanniella subnigra är en kvalsterart som först beskrevs av Ewing 1909.  Hermanniella subnigra ingår i släktet Hermanniella och familjen Hermanniellidae.

## Underarter
Arten delas in i följande underarter:
- H. s. subnigra
- H. s. rigida
- H. s. setacea